# アントラニル酸シンターゼ
アントラニル酸シンターゼ(Anthranilate synthase、EC 4.1.3.27)、以下の化学反応を触媒する酵素である。
コリスミ酸 + L-グルタミン{\displaystyle \rightleftharpoons }アントラニル酸 + ピルビン酸 + L-グルタミン酸
従って、この酵素の基質はコリスミ酸とL-グルタミンの2つ、生成物はアントラニル酸とピルビン酸とL-グルタミン酸の3つである。
この酵素はリアーゼ、特に炭素-炭素結合を切断するオキソ酸リアーゼに分類される。系統名は、コリスミ酸 ピルビン酸リアーゼ (アミノ受容; アントラニル酸形成)(chorismate pyruvate-lyase (amino-accepting; anthranilate-forming))である。他に、anthranilate synthetase、chorismate lyase、chorismate pyruvate-lyase (amino-accepting)等とも呼ばれる。
この酵素は、フェニルアラニン、チロシン及びトリプトファンの生合成に関与している。

## 構造
2007年末時点で、この酵素の5つの構造が解明されている。蛋白質構造データバンクのコードは、1I1Q、1I7Q、1I7S、1QDL及び2I6Yである。